# Кошаркашка репрезентација Нигерије
Кошаркашка репрезентација Нигерије је кошаркашки тим који представља Нигерију на међународним такмичењима и под контролом је Кошаркашког савеза Нигерије.

## Учешћа на међународним такмичењима

### Олимпијске игре(2)
| Година | Домет     | Позиција |
| ------ | --------- | -------- |
| 2012.  | Прва фаза | 10.      |
| 2016.  | Прва фаза | 11.      |

### Светска првенства(2)
| Година | Домет                 | Позиција              |
| ------ | --------------------- | --------------------- |
| 1998.  | Прва фаза             | 13.                   |
| 2002.  | Није се квалификовала | Није се квалификовала |
| 2006.  | Прва фаза             | 14.                   |
| 2010.  | Није се квалификовала | Није се квалификовала |
| 2014.  | Није се квалификовала | Није се квалификовала |
| 2019.  |                       |                       |

### Афричка првенства(18)
| Година | Домет                 | Позиција              |
| ------ | --------------------- | --------------------- |
| 1972.  | Прва фаза             | 12.                   |
| 1974.  | Није се квалификовала | Није се квалификовала |
| 1975.  | Није се квалификовала | Није се квалификовала |
| 1978.  | Прва фаза             | 6.                    |
| 1980.  | Прва фаза             | 11.                   |
| 1981.  | Није се квалификовала | Није се квалификовала |
| 1983.  | Није се квалификовала | Није се квалификовала |
| 1985.  | Прва фаза             | 7.                    |
| 1987.  | Прва фаза             | 8.                    |
| 1989.  | Није се квалификовала | Није се квалификовала |
| 1992.  | Прва фаза             | 5.                    |
| 1993.  | Није се квалификовала | Није се квалификовала |
| 1995.  | Утакмица за 3. место  |                       |
| 1997.  | Финале                |                       |
| 1999.  | Финале                |                       |
| 2001.  | Прва фаза             | 5.                    |
| 2003.  | Финале                |                       |
| 2005.  | Утакмица за 3. место  |                       |
| 2007.  | Четвртфинале          | 5.                    |
| 2009.  | Четвртфинале          | 5.                    |
| 2011.  | Утакмица за 3. место  |                       |
| 2013.  | Четвртфинале          | 7.                    |
| 2015.  | Финале                |                       |
| 2017.  | Финале                |                       |